# Liste der Mitglieder der American Academy of Arts and Sciences/1939
Im Jahr 1939 wählte die American Academy of Arts and Sciences 36 Personen zu ihren Mitgliedern.

## Neu gewählte Mitglieder
- James Richard Atkin (1867–1944)
- Chester Irving Barnard (1886–1961)
- Bart Jan Bok (1906–1983)
- Lyman James Briggs (1874–1963)
- Clarence Crane Brinton (1898–1968)
- Aldo Castellani (1877–1971)
- Henry Clay (1883–1956)
- Arnaud Denjoy (1884–1974)
- Harry Edward Farnsworth (1896–1991)
- Ralph Edward Flanders (1880–1970)
- Herbert Funk Goodrich (1889–1962)
- Wilfrid Arthur Greene (1883–1952)
- Gottfried Haberler (1900–1995)
- John Loomer Hall (1872–1960)
- Augustus Noble Hand (1869–1954)
- Albert James Harno (1889–1966)
- Henry Ingraham Harriman (1872–1950)
- William Searle Holdsworth (1871–1944)
- Henry Carrington Lancaster (1882–1954)
- Morris Evans Leeds (1869–1952)
- Robert Porter Patterson (1891–1952)
- Gregory Goodwin Pincus (1903–1967)
- Clifford Burrough Purves (1902–1965)
- Arturo Stearns Rosenblueth (1900–1970)
- Benjamin Seebohm Rowntree (1871–1954)
- Frederick Fuller Russell (1870–1960)
- William Thomas Salter (1901–1952)
- C. Richard Soderberg (1895–1979)
- Thomas Walter Swan (1877–1975)
- John Strong Perry Tatlock (1876–1948)
- Francis Henry Taylor (1903–1957)
- Henry Rouse Viets (1890–1969)
- Karl Ephraim Weston (1874–1956)
- Frank Clifford Whitmore (1887–1947)
- William Hoyt Worrell (1879–1952)
- Owen D. Young (1874–1962)